# Сувейба

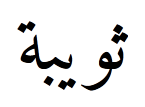
Сувейба

Сувейба, Сувайба аль-Аслямия (араб. ثويبة‎ — уменьшительная форма от «сауба»; «награда, вознаграждение») — имя первой кормилицы пророка Мухаммеда. Сувейба была вольноотпущенницей Абу Лахаба, у неё был сын Масрух, он стал одним из молочных братьев Мухаммеда. Кроме Мухаммеда молочным сыном Сувейбы был также Хамза ибн Абд аль-Мутталиб. Следующей после Сувейбы кормилицей Мухаммеда стала бедуинка Халима бинт Аби Зуайб, жена Аль-Харис ибн Абд аль-Узза.